# Шэнь Иньмо
Шэнь Иньмо́ (кит. упр. 沈尹默, 1883 — 1971) — китайский ученый, поэт, каллиграф, педагог, внес особый вклад в сохранение каллиграфической традиции Китая.

## Биография
Родился в 1883 году в комиссариате Ханьинь уезда Анькан, провинция Шэньси. Его дед и отец, происходившие из Ханчжоу, были известными каллиграфами. В 23 года Шэнь Иньмо отправляется на учебу в Японию. После возвращения на родину (1917) Шэнь стал одним из шести редакторов самого влиятельного современного журнала Китая «Новая молодежь», принимал активное участие в Движении Четвертого мая (1919). В 1930-е годы был профессором и ректором университета Бэйпина. После 1949 года он является членом Общегосударственной народного политического консультативного совета Китая и председатель Центральной палаты по изучению истории и культуры. В 1961 году в Шанхае он основывает «Научное общество по изучению китайской каллиграфии и резьбы почерком чжуань» (Чжунго шуфа чжуаньке яньцзю-хуэй 中国书法篆刻研究会). Умер в 1971 году.

## Проект
Шэню Иньмо принадлежат фундаментальные публикации по истории и эстетике каллиграфии: «Беседы о каллиграфии» (Тай Шуфа, 1952 год), двухтомное издание «Комментарии о каллиграфии известных мастеров с комментариями» (Лида минцзя сюэшу цзин янь тань цзияншии, 1963 год), исследования о творчестве двух Ванов (Эр Ван Шуфагуань-куй, 1964 год) и др. На его трудах воспитывались все каллиграфы второй половины XX века.
Собственный творческий путь в каллиграфии Шэнь Иньмо начал с изучения стиля Чу Суйляна. В 30 лет изучал Вэнь Чжэнмина, Ми Фу, Чжи-юна и Сунь Готина. После 50 лет и до конца жизни особенно важным для него стал стиль Оуян Сюня. В творчестве всех этих мастеров Шэнь Иньмо прежде всего интересует воплощение наследия «двух ванов» (эр Ван) — Ван Сичжи и Ван сянь-чжи, главной и итоговой цели его творческого пути. Уже в зрелом возрасте он неоднократно копировал произведение Ван Сичжи "Ланьтин сюй" — «Предисловие к стихам Павильона орхидей». Он достигает желаемого созвучия с цзиньскими мастерами и признается знатоками наиболее выдающимся последователем Ван Сичжи среди каллиграфов XX века. Особенно хороши его произведения почерком "синши". Кисть мастера работает безупречно чисто, ее техника отточена и прозрачная. В траекториях ведения кисти присутствует мягкая округлость. Его чертам свойственна вдохновенная Ван Сичжи легкость и сила.

## Поэзия
Кроме общей редактуры, в «Новой молодежи» Шэнь печатал собственные стихи, написанные в новом, современном стиле 尝试派. Также издал сборники своих стихов: «Сборник Цюминь» и «Сборник Сансин».